# Guyana Defence Force Ground
Guyana Defence Force Ground to wielofunkcyjny stadion w Georgetown, stolicy Gujany. Stadion jest własnością Guyana Defence Force (GDF). Jest obecnie używany głównie dla meczów piłki nożnej oraz zawodów lekkoatletycznych.